# Ha'il
Ha'il (tiếng Ả Rập: حائل Ḥā'il), còn viết là Hail, Ha'yel, hay Hayil, là một thành phố tại miền tây bắc của Ả Rập Xê Út. Đây là thủ phủ của vùng Ha'il. Thành phố có dân số 441.900 người theo số liệu vào năm 2013. Ha'il phần lớn mang tính nông nghiệp, có sản lượng đáng kể về ngũ cốc, chà là và cây ăn quả. Một tỷ lệ lớn sản lượng lúa mì của toàn quốc đến từ vùng Ha'il, khu vực nằm cách thành phố 60–100 km về phía đông bắc có các khu vườn được tưới nước. Ha'il trong lịch sử trở nên giàu có nhờ nằm trên tuyến đường lữ hành bằng lạc đà trong dịp Hajj. Ha'il có tiếng là có cư dân hào phóng trong toàn quốc và thế giới Ả Rập do là nơi Hatim al-Tai từng sống. Thành phố cũng là quê hương của gia tộc Rashid, một kình địch trong quá khứ của Nhà Saud.

## Lịch sử
Thành phố Ha'il là thủ đô của Tiểu vương quốc Jabal Shammar từ năm 1836 đến khi Nhà Saud chinh phục tiểu vương quốc này vào năm 1921. Tiểu vương quốc theo chế độ quân chủ dưới quyền Nhà Rashīd. Tiểu vương đầu tiên là Abdullah bin Rashid giành được quyền lực cùng với các con trai của anh em ông. Abdullah bin Rashid tiếp tục xây dựng Cung điện Barzan tại Ha'il, công trình vốn được khởi công từ thời Mohammad Ibn Ali. Sau khi Abdullah bin Rashid mất, con trai ông và cũng là người thừa kế mang tên Talal (hoặc Telal) hoàn thiện cung điện.
Trong giai đoạn Rashid, nhiều lữ khách ngoại quốc đến Ha'il và gặp các emir của Rashid, và mô tả cảm nhận của họ trong các sách báo khác nhau, như của Georg August Wallin (1854), William Gifford Palgrave (1865), Lady Anne Blunt (1881), Charles Montagu Doughty (1888) và Gertrude Bell (1914).
Các emir của Rashid được cho là tương đối khoan dung với người ngoại quốc, bao gồm các thương nhân tại Ha'il:
| “ | Nhiều người trong số các thương nhân theo hệ phái Shia, vốn bị một số người Sunni căm ghét, riêng tín đồ giáo phái Wahhabi thì ghét gấp đôi. Tuy nhiên Telal giả bộ không nhận thức được khác biệt tôn giáo của họ, và khiến tất cả các than phiền phải lặng im bằng cách biểu lộ ưu ái đặc biệt cho những người rất bất đồng về tôn giáo này, và cũng nhờ họ xuất hiện không lâu khi mua bán trong thị trấn. | ” |

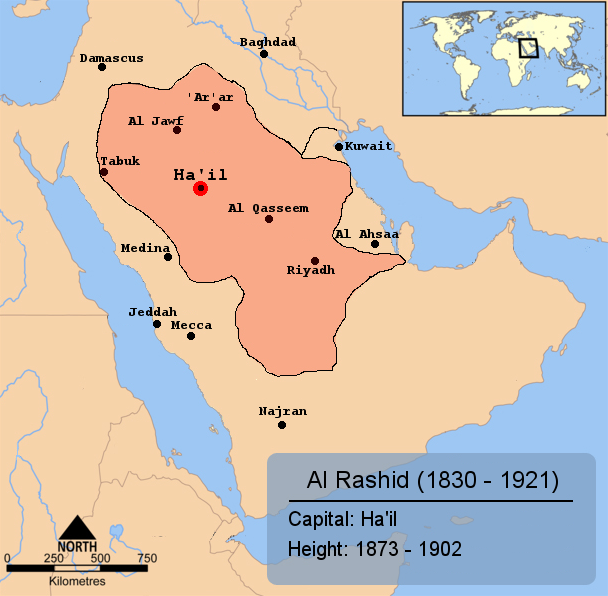
Phạm vi cai trị của Vương triều Rashid

Với việc xây dựng đường sắt Hejaz giữa Damascus và Medina, cùng với các tuyến tàu hơi nước mới có chi phí rẻ đến Jeddah, làm xói mòn kinh tế đoàn buôn bằng lạc đà truyền thống của Ha'il.
Emir cuối cùng của Rashid bị Ibn Saud lật đổ bởi vào năm 1921. Ibn Saud sau đó ra lệnh phá huỷ Cung điện Barzan và còn lệnh cho các thủ lĩnh Rashid và Sabhan chuyển từ Ha'il đến Riyadh, và ông chỉ định một người từ các gia tộc trên làm emir tạm thời "Thân vương Ibraheem bin Salem Al Sabhan" nhằm đảm bảo lòng trung thành từ nhân dân Ha'il và Shammar.
Sau đó, Ha'il diễn qua suy thoái mạnh, theo chứng kiến của E. Rutter vào năm 1931:
| “ | Hail dường như giống một thành phố bị bỏ hoang giữa cát...dân số tại Hail rõ ràng đang suy giảm. Nhiều nhà ở tại phần phía bắc của thị trấn bị đổ nát...nhiều người Hail đã chạy đến lãnh địa an toàn của Quốc vương Faisal của Iraq... | ” |

Ngày nay, Ha'il là trung tâm trong chương trình nông nghiệp của Ả Rập Xê Út, và hầu hết lúa mì trong vương quốc đến từ khu vực xung quanh thành phố. Ngoài ra, còn có một số nông trại bò sữa nằm gần thành phố để sản xuất sản phẩm sữa.

## Địa lý

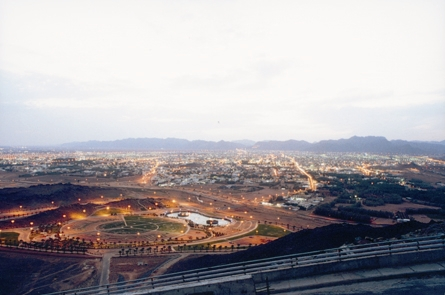
Quang cảnh thành phố từ đỉnh núi Samra

Núi As Samra hay núi Samra nhìn được toàn cảnh thành phố, đây là nơi Hatim al-Tai đốt lửa trên đỉnh để hoan nghênh khách của ông. Ngày nay, có một tuyến đường nhựa lên đỉnh núi, tại đó một ngọn lửa dùng khí đốt tự nhiên được thắp vào ban đêm. Chân núi có một công viên và một hồ nước, và ở sườn của núi là Quốc huy Ả Rập Xê Út (cây chà là và hai thanh gươm vắt chéo) bằng đèn điện tử, được bật sáng vào ban đêm.
Núi Aja (Jebel Aja) nằm ở phía đối diện với thành phố Ha'il từ As-Samra. Một quốc kỳ Ả Rập Xê Út cỡ lớn bằng đèn điện tử nằm bên sườn núi, được bật sáng vào ban đêm.
Thung lũng Adayra chạy gần như dọc theo trục bắc-nam, chia trung tâm Ha'il làm hai phần.
Ha'il có khí hậu hoang mạc lục địa, với mùa hè nóng và mùa đông mát. Ha'il có khí hậu phần nào dịu hơn so với các thành phố khác trong nước do có độ cao lớn.
| Dữ liệu khí hậu của Hail, Ả Rập Xê Út   | Dữ liệu khí hậu của Hail, Ả Rập Xê Út | Dữ liệu khí hậu của Hail, Ả Rập Xê Út | Dữ liệu khí hậu của Hail, Ả Rập Xê Út | Dữ liệu khí hậu của Hail, Ả Rập Xê Út | Dữ liệu khí hậu của Hail, Ả Rập Xê Út | Dữ liệu khí hậu của Hail, Ả Rập Xê Út | Dữ liệu khí hậu của Hail, Ả Rập Xê Út | Dữ liệu khí hậu của Hail, Ả Rập Xê Út | Dữ liệu khí hậu của Hail, Ả Rập Xê Út | Dữ liệu khí hậu của Hail, Ả Rập Xê Út | Dữ liệu khí hậu của Hail, Ả Rập Xê Út | Dữ liệu khí hậu của Hail, Ả Rập Xê Út | Dữ liệu khí hậu của Hail, Ả Rập Xê Út |
| Tháng                                   | 1                                     | 2                                     | 3                                     | 4                                     | 5                                     | 6                                     | 7                                     | 8                                     | 9                                     | 10                                    | 11                                    | 12                                    | Năm                                   |
| --------------------------------------- | ------------------------------------- | ------------------------------------- | ------------------------------------- | ------------------------------------- | ------------------------------------- | ------------------------------------- | ------------------------------------- | ------------------------------------- | ------------------------------------- | ------------------------------------- | ------------------------------------- | ------------------------------------- | ------------------------------------- |
| Cao kỉ lục °C (°F)                      | 27 (81)                               | 29 (84)                               | 34 (93)                               | 37 (99)                               | 42 (108)                              | 44 (111)                              | 44 (111)                              | 45 (113)                              | 42 (108)                              | 38 (100)                              | 31 (88)                               | 28 (82)                               | 45 (113)                              |
| Trung bình ngày tối đa °C (°F)          | 15.9 (60.6)                           | 19.0 (66.2)                           | 23.2 (73.8)                           | 27.9 (82.2)                           | 33.2 (91.8)                           | 37.3 (99.1)                           | 37.7 (99.9)                           | 38.0 (100.4)                          | 36.3 (97.3)                           | 31.5 (88.7)                           | 23.3 (73.9)                           | 17.2 (63.0)                           | 28.4 (83.1)                           |
| Tối thiểu trung bình ngày °C (°F)       | 3.0 (37.4)                            | 4.6 (40.3)                            | 8.4 (47.1)                            | 12.7 (54.9)                           | 18.0 (64.4)                           | 21.1 (70.0)                           | 22.5 (72.5)                           | 22.0 (71.6)                           | 16.0 (60.8)                           | 12.0 (53.6)                           | 10.0 (50.0)                           | 5.0 (41.0)                            | 12.9 (55.3)                           |
| Thấp kỉ lục °C (°F)                     | −10 (14)                              | −7 (19)                               | −4 (25)                               | 0 (32)                                | 10 (50)                               | 16 (61)                               | 17 (63)                               | 16 (61)                               | 14 (57)                               | 5 (41)                                | 0 (32)                                | −6 (21)                               | −10 (14)                              |
| Lượng Giáng thủy trung bình mm (inches) | 20.8 (0.82)                           | 19.1 (0.75)                           | 21.4 (0.84)                           | 27.6 (1.09)                           | 15.5 (0.61)                           | 0 (0)                                 | 0 (0)                                 | 0 (0)                                 | 5.4 (0.21)                            | 12.9 (0.51)                           | 50.6 (1.99)                           | 12.3 (0.48)                           | 185.6 (7.3)                           |
| Nguồn: Weather Reports                  |                                       |                                       |                                       |                                       |                                       |                                       |                                       |                                       |                                       |                                       |                                       |                                       |                                       |

## Cảnh quan

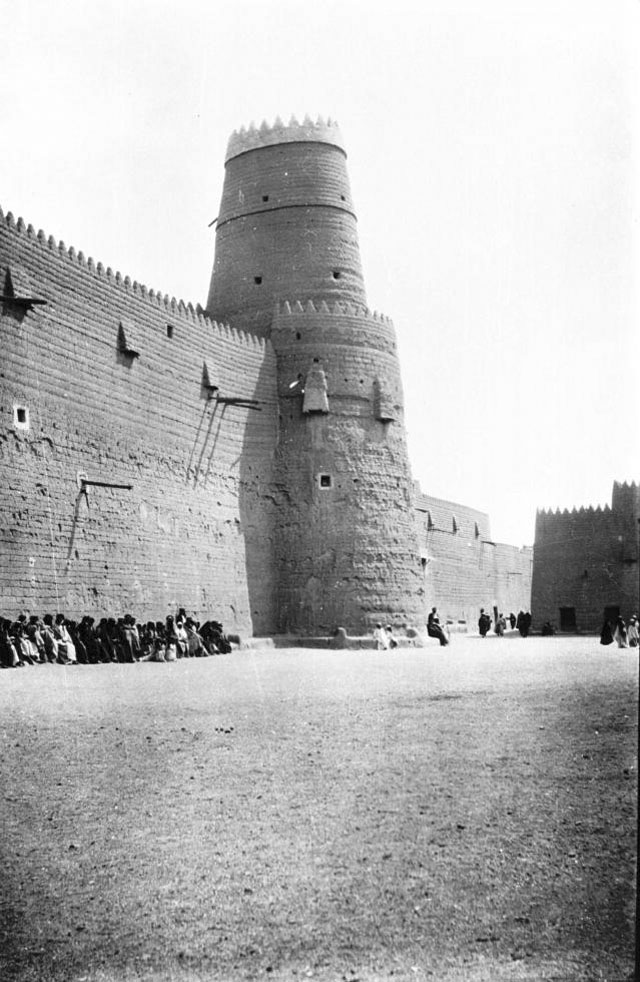
Cung điện Barzan

- Cung điện Barzan là một cung điện lịch sử từng nằm tại Ha'il cho đến thập niên 1920. Nó được xây vào năm 1808 theo lệnh của Thân vương Muhammad bin Abdul-Muhsin Al Ali trên một khu vực có diện tích trên 300.000 m². Cung điện được hoàn thành dưới thời emir thứ nhì của Rashid là Talal Ibn Abdullah (1848–68). Cung điện có ba tầng, tầng một có sảnh lễ tân, vườn và bếp. Tầng hai có phòng khách ngoại giao. Tầng ba có phòng hoàng gia. Công trình bị phá huỷ theo lệnh của Ibn Saud sau khi ông chinh phục Ha'il vào năm 1921.
- Khu chợ truyền thống Barzan là địa điểm cũ của Cung điện Barzan.
- Chợ Thứ sáu là một khu chợ kiểu truyền thống, họp vào thứ sáu hàng tuần do đây là ngày nghỉ.
- Garden Mall là khu mua sắm lớn nhất tại Hail, có các cửa hàng về phong cách, giày, đồ cho trẻ em. "Samah Center" trở thành trung tâm mua sắm lớn thứ nhì tại Ha'il, còn "Hyper panda" có quy mô lớn thứ ba.
- Pháo đài Airif (còn viết là Oreif) nằm trên một ngọn đồi tại rìa của thành phố, nó là một pháo đài bằng gạch sống được xây từ hơn hai trăm năm trước để làm một điểm quan sát và thành trì. Từ tháp canh chính, có tầm nhìn đẹp về thành phố.
- Pháo đài Qishlah là một cảnh quan hùng vĩ nằm tại trung tâm của Ha'il. Toà nhà hiện tại được xây dựng trong thập niên 1940 khi Hoàng tử Abdul-Aziz bin Musa'ad Al Saud nắm quyền tại vùng Ha'il. Đây là pháo đài bằng gạch sống truyền thống lớn nhất tại Ha'il, được khôi phục và bảo tồn tốt cả bên ngoài và bên trong. Công trình chủ yếu được sử dụng làm một doanh trại. Nó có hai tầng, tường cao 8,5 m, và có tám tháp canh lớn dọc tường thành với hai cửa chính đông-tây, và có một sân cỡ lớn bên trong để trưng bày các hiện vật quân sự cổ.
- Nhà hàng At-Turathy là một toà nhà gạch sống cỡ lớn có tính lịch sử, nằm tại trung tâm Ha'il, được sử dụng làm nhà hàng truyền thống. Nó vừa là một nhà hàng, vừa là một bảo tàng với nhiều hiện vật truyền thống địa phương được dùng để trang trí.
- Các đảo tròn nằm tại những nơi khác nhau trong thành phố, chúng có các tác phẩm điêu khắc cỡ lớn về các hiện vật truyền thống để làm đài phun nước.
- Bảo tàng Ha'il là một trong những nơi du khách có thể mua giấy phép để ngắm các tác phẩm khắc đá gần ốc đảo Jubbah.
- Cung điện Aja nằm ở ngoại vi thành phố, đây là nơi thống đốc của Ha'il sống. Nó chỉ có thể nhìn được từ xa tại xa lộ chính lân cận. Nó là một tổ hợp nhà ở và không mở cửa cho công chúng tham quan.
- Lễ hội sinh hoạt hoang mạc Ha'il là một lễ hội thường nhiên được tổ chức tại Ha'il nhằm tán dương và trao đổi kinh nghiệm về đời sống hoang mạc và văn hoá khắp thế giới.[4]
- Ha'il Rally là một sự kiện quan trọng tại Ha'il và thậm chí là trên toàn quốc vì nó là giải đua xe đầu tiên được tổ chức tại nước này, bắt đầu vào năm 2006 và được FIA phê chuẩn vào năm 2008.[5]

## Giáo dục
Đại học Ha'il (UoH) khởi đầu là Cao đẳng Cộng đồng Ha'il (HCC), được bảo trợ của Đại học Quốc vương Fahd về Dầu mỏ và Khoáng sản (KFUPM) vào tháng 9 năm 1998. HCC là trường cao đẳng cộng đồng đầu tiên được mở ra theo một kế hoạch nhằm mở rộng cơ hội giáo dục cho học sinh tốt nghiệp phổ thông trong nước. HCC ban đầu có các chương trình phó cử nhân về quản trị kinh doanh, hệ thống máy tính và kỹ thuật điện tử, khoa học dụng cụ. Về sau GCC có ba chương trình cử nhân về kỹ thuật điện tử ứng dụng, khoa học máy tính, hệ thống thông tin quản trị.
Đại học Ha'il chính thức được thành lập vào năm 2006. Đại học gồm có năm trường là: Trường Y-Dược, Trường Khoa học, Trường Kỹ thuật, Trường Khoa học máy tính & Kỹ thuật máy tính, và Trường Cộng đồng. Các sinh viên đầu tiên nhập học vào ngày 11 tháng 2 năm 2006. Đến năm 2007, hai trường cao đẳng gia nhập đại học, đó là Cao đẳng Giáo viên Ha'il cho nam (nay gọi là Trường Giáo dục) và Trường Giáo dục cho nữ. Hai trường này ban đầu được bảo trợ của Bộ Giáo dục.
Đại học Ha'il có một vài cơ sở trong thành phố, và đang được mở rộng. Nó có một cơ sở mới nằm ở phía bắc của thành phố, với diện tích hơn 9.000.000 m².

## Giao thông
Ha'il nằm trên các đường cao tốc số 65, 70 và 400, được nối đến Madinah, Buraydah và Jouf, vùng biên giới phía bắc của Ả Rập Xê Út và sang Jordan.
Ha'il có một vai trò hậu cần quan trọng trong hệ thống đường sắt tại miền bắc Ả Rập Xê Út (SAR). Năm 2008, Ha'il là nơi có một nhà máy tà vẹt bê tông để phục vụ thi công đường sắt. Một tuyến đường sắt bắc-nam được hoàn thành vào năm 2015, kéo dài từ Riyadh đến Al Hadeetha tại miền bắc thông qua Ha'il, nằm trong quá trình mở rộng mạng lưới đường sắt Ả Rập Xê Út. Một ga hành khách mới được hoàn thành vào năm 2015. Theo kế hoạch thì nó sẽ hoạt động thương mại từ năm 2017 với các chuyến đi đến Riyadh.
Sân bay khu vực Ha'il là một sân bay khu vực nằm tại đông nam của thành phố Ha'il, chủ yếu do Saudi Arabian Airlines phục vụ, cùng các hãng khác. Một sân bay quốc tế mới được lên kế hoạch xây dựng gần thành phố Ha'il, tại Thành phố Kinh tế Hoàng tử Abdulaziz Bin Mousaed (PABMEC), do Ha'il có vị trí chiến lược tại Trung Đông vì chỉ mất một giờ bay để tới 11 thủ đô các quốc gia Ả Rập.